# 文昌阁街道
文昌阁街道是中华人民共和国贵州省貴陽市云岩区下辖的一个街道办事处。

## 行政区划
文昌阁街道下辖以下村级行政区划单位：
正新社区、贵山社区、富水社区、圆通社区、民生路社区、电台街社区、东新路社区、莲花坡社区、宝山路社区、警苑社区、东山社区、达兴社区。